# 大军区

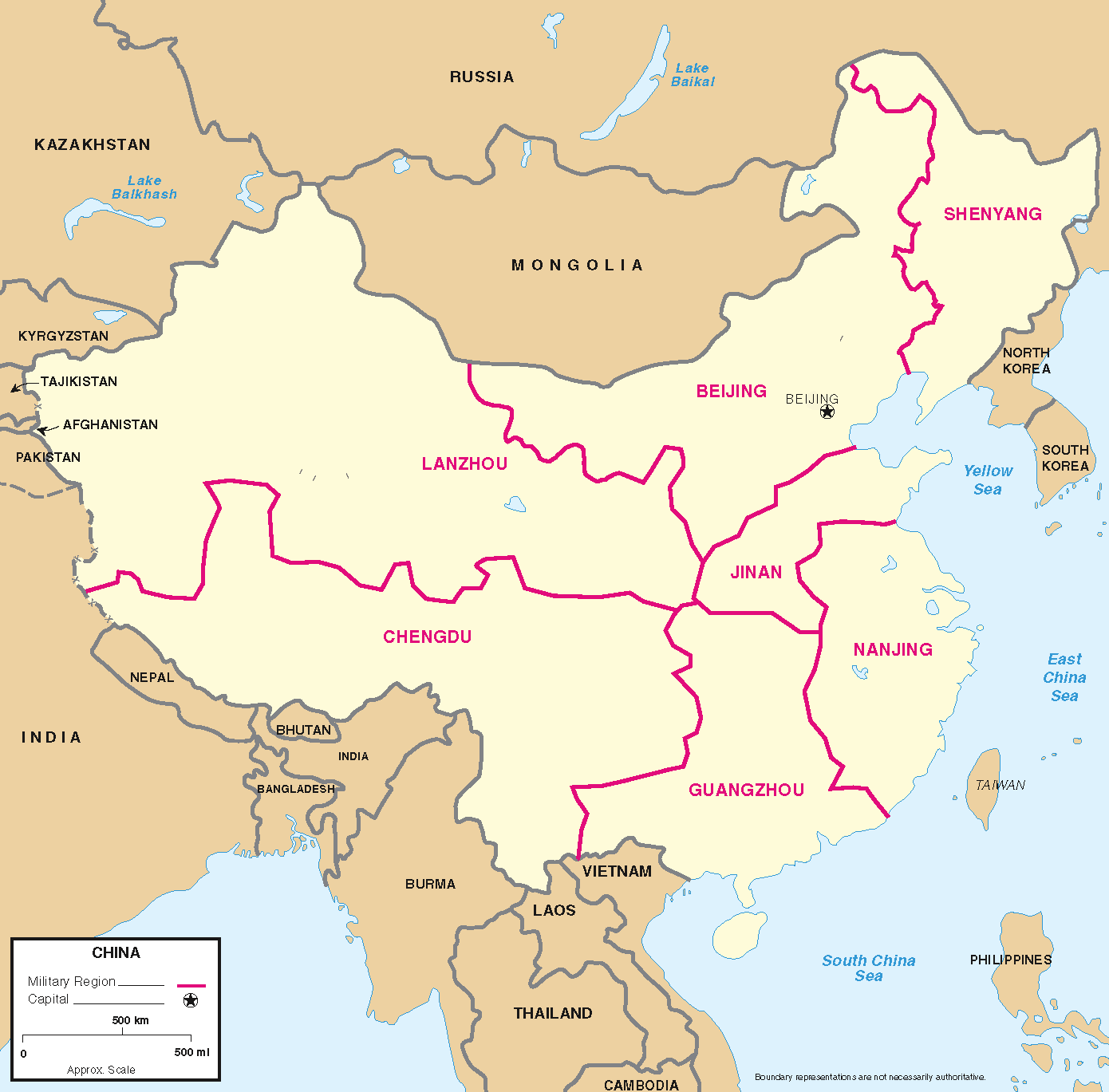
中国人民解放军七大军区分布图

大军区是中国人民解放军（主要是陆军）曾经存在的一级组织军事组织。1985年百万大裁军后，设置北京军区、沈阳军区、济南军区、南京军区、广州军区、成都军区和兰州军区等七大军区。2016年1月16日，七大军区编制正式撤销；2月1日，改组成立五大战区。

## 历史沿革
1980年代之前为十一大军区，除七大军区外另有武汉军区、福州军区、昆明军区和新疆军区。
1973年12月，中共中央军委主席毛泽东采纳了中央军委秘书长叶剑英的建议，安排八大军区司令员对调，用以斩断军事巨头的私人势力，为巩固中国统一，防患于未然。
在1985年大裁军，武汉军区并入广州军区、福州军区并入南京军区、昆明军区并入成都军区、新疆军区并入兰州军区。
2016年1月16日，七大军区编制正式撤销。2月1日，七大军区改组为五大战区，负责各区域的突发事件。

## 六大軍区（1949－1955）

### 一級軍区
中華人民共和国建国時存在有5個一級軍区，1950年2月设立西南軍区，至此形成六大軍区体制。
- 東北軍区 - 1948年1月1日，原東北人民解放軍之下設置。
- 華北軍区 - 1948年5月9日成立，聂荣臻任司令员，薄一波任政委。由原晋察冀軍区和晋冀鲁豫軍区合并設立。
- 华东军区 - 1947年1月21日，与華東野戰軍一道被设立。1949年6月，与第三野戰軍整合。
- 華中軍区（1950年1月起，改称中南軍区） - 1949年5月成立、1949年12月将原中原军区同南下的第四野戰軍组成的华中军区改名为中南军区。
- 西北军区 - 陕甘宁晋绥联防军于1948年2月6日改称陕甘寧晋绥联防軍区，贺龙任司令员，习仲勋任政委。1949年2月1日，改称西北军区。11月30日，第一野戰軍并入。
- 西南軍区 - 1950年2月9日設立。

### 二級軍区
这一時期存在有18個二級軍区，1951年12月另设置西藏軍区。二級軍区的指挥机关由兵团指挥机关兼任。
- 山西軍区
- 綏遠軍区
- 内蒙古軍区
- 山東軍区
- 浙江軍区
- 福建軍区
- 河南軍区
- 湖北軍区
- 湖南軍区
- 江西軍区
- 广東軍区
- 广西軍区
- 川東軍区
- 雲南軍区
- 貴州軍区（第3兵团）
- 甘肅軍區（第2兵团）
- 陕西軍区（第19兵团）
- 新疆軍区
- 西藏軍区 - 1951年12月設置

1954年，仅存山東、福建、雲南、西藏、新疆5個二級軍区，其余的省軍区全部降级为三級軍区。

### 三級軍区
这一時期存在有25個三級軍区。三級軍区的指揮機关由軍指揮機关兼任。
- 遼東軍区
- 遼西軍区
- 河北軍区
- 平原軍区
- 察哈尔軍区
- 胶東軍区
- 渤海軍区
- 魯中南軍区
- 蘇北軍区
- 蘇南軍区
- 皖南軍区
- 皖北軍区
- 贛西南軍区
- 湘西軍区
- 海南軍区
- 川南軍区（第10軍）
- 川西軍区
- 川北軍区
- 西康軍区
- 陕南軍区
- 喀什軍区（第2軍）
- 迪化軍区
- 伊犁軍区
- 寧夏軍区
- 青海軍区（第1軍）

另外设有熱河、吉林、松江、龍江4個省軍事部（軍級）。

## 十三大軍区（1955－1967）

### 大軍区
- 瀋陽軍区 - 1955年3月22日設置
- 北京軍区 - 1955年4月14日，由原華北軍区重组建立。兼任京津衛戍区之任务
- 濟南軍区 - 1955年5月1日成立
- 南京軍区 - 1955年4月1日成立
- 廣州軍区 - 1955年4月15日成立
- 武漢軍区 - 1955年3月7日設置。兼任湖北軍区之任务
- 成都軍区 - 1955年4月14日設置,在原四川軍区的基础上设立。
- 昆明軍区 - 1955年4月1日，兼任雲南軍区之任务
- 蘭州軍区 - 1955年5月1日成立
- 新疆軍区 - 1955年5月1日成立
- 内蒙古軍区 - 1955年4月20日成立。1967年5月，降级为省級軍区，編入北京軍区
- 西藏軍区 - 1955年5月1日成立。1968年12月，降级为省級軍区，編入成都軍区
- 福州軍区 - 1956年7月1日，由原福建軍区重组建立

## 十一大軍区（1968－1985）

### 大軍区
- 瀋陽軍区
- 北京軍区
- 濟南軍区
- 南京軍区
- 廣州軍区
- 武漢軍区
- 成都軍区
- 昆明軍区
- 蘭州軍区
- 新疆軍区
- 福州軍区

## 七大軍區（1985－2016）
1985年6月，中央軍委擴大會議上提出实行《軍隊体制改革、精簡整編方案》，将在削减100万人兵力的同時决定将原有的十一大軍区统一废除改编为七大軍区。

### 北京軍區

北京军区管辖范围

主管北京市、天津市、河北省、山西省、內蒙古自治區（東四盟除外）兩市兩省一自治區範圍內軍事事務的大軍區，該軍區主要負責首都北京的衛戍工作。軍區司令部所在地為北京。辦公場所在北京西郊石景山區高井甲32号院，簡稱西山軍區大院。北京軍區下轄北京衛戍區、天津警備區、河北省軍區、山西省軍區、內蒙古軍區。

### 瀋陽軍區

沈阳军区管辖范围

主管辽宁省、吉林省、黑龙江省以及内蒙古自治区东四盟地区军事事务的大军区，总部设于沈阳。領導和指揮東北境內的所屬武裝力量，保卫哈尔滨、长春、沈阳、大连等中国主要工业城市的安全，管轄3個集團軍、3個省軍區。瀋陽軍區下轄遼寧省軍區、吉林省軍區、黑龍江省軍區。

### 濟南軍區

济南军区管辖范围

主管山東、河南兩省軍事事務的大軍區，也是所有大軍區的戰略總預備隊。主要作戰使命為為北京軍區提供戰略掩護，並作為全軍預備隊使用。下轄3個集團軍（20、26、54集團軍），1個武警機動師（武警127師）。濟南軍區下轄山東省軍區、河南省軍區。

### 南京軍區

南京军区管辖范围

主管安徽、江蘇、浙江、江西、福建、上海五省一市軍事事務的大軍區，總部設於南京。南京軍區的主要作戰使命是保衛南京、上海、蘇州、杭州等東南沿海發達的特大城市和工業區的安全，并承担对台作战任务。南京軍區下轄上海警備區、江蘇省軍區、浙江省軍區、福建省軍區、安徽省軍區、江西省軍區。

### 廣州軍區

广州军区管辖范围

主管廣東、廣西、湖北、湖南、海南五省軍事事務的大軍區。廣州軍區的戰時使命為保衛中國南部，尤其防止越南和東南沿海的攻擊，防衛廣州、深圳等特大城市。此外當需要時也負責增援香港和澳門。廣州軍區下轄廣東省軍區、廣西軍區、湖北省軍區、湖南省軍區、海南省軍區。

### 成都軍區

成都军区管辖范围

主管四川、雲南、貴州、西藏（不含阿里地區）和重慶等三省一自治區一直轄市軍事事務的大軍區，總部位於成都市。成都軍區所屬的第13集團軍是中國國內幾個集團軍中唯一一個從50年代到21世紀參與軍事行動從未間斷過的軍級單位。曾先後參與解放西南、西南剿匪、西藏平叛、中印戰爭、珍寶島戰役、中越邊境戰爭、海地維和、非洲維和行動。成都軍區的戰略使命是保護成都、重慶等特大城市、軍工核心基地，維護西藏的統一，防衛印度來自喜馬拉雅方向的進攻，並與廣州軍區協防越南。成都軍區下轄四川省軍區、西藏軍區（副大軍區級）、貴州省軍區、雲南省軍區、重慶警備區。

### 蘭州軍區

兰州军区管辖范围

範圍包括甘肅、青海、陝西、寧夏、新疆。軍區有快速反應部隊和第21集團軍、第47集團軍、新疆軍區、2個武裝警察師。據估計下轄兵力約22萬人。
蘭州軍區的使命為代管西藏自治區的阿里地區，負責鎮守中國西北面的防線。並負責新疆的農墾，戰時維護新疆和西北地區統一。
蘭州軍區下轄甘肅省軍區、青海省軍區、陝西省軍區、寧夏軍區、新疆軍區（副大軍區級，含西藏阿里地區）。

### 引用
1. ↑  . 新浪. 2017-07-26  [2018-04-13]. （原始内容存档于2021-02-23）.
2. ↑  . 环球网. 2016-02-01  [2016-02-01]. （原始内容存档于2019-06-10）.
3. ↑  . 新华网.   [2012-10-06]. （原始内容存档于2015-09-10）.